# El jardín de Alá
El jardín de Alá (en inglés The Garden of Allah) es una película de aventuras estadounidense de 1936 dirigida por Richard Boleslawski y producida por David O. Selznick. El guion está escrito por William P. Lipscomb y Lynn Riggs, basada en la novela homónima de Robert S. Hichens. Esta novela ya había sido filmada en dos ocasiones en la época del cine mudo (1916 y 1927). Esta nueva versión sonora fue protagonizada por Marlene Dietrich, Charles Boyer, Basil Rathbone, C. Aubrey Smith, Joseph Schildkraut, John Carradine, Alan Marshal y Lucile Watson.  
La película fue una de las pionera en usar el sistema del Technicolor de tres tiras, un trabajo por el cual sus directores de fotografía W. Howard Greene y Harold Rosson recibieron un premio Óscar por su avance en el mundo del color.

## Sinopsis
El monje trapense Boris Androvski (Charles Boyer) siente una enorme presión por tener que mantener sus votos como monje, por lo que huye de su monasterio. Sin embargo, es el único que conoce la receta secreta de "Lagarnine", el famoso licor del monasterio, una receta transmitida de una generación de monjes a otra. Mientras tanto, la heredera Domini Enfilden (Marlene Dietrich) es recientemente liberada de su propia prisión de cuidar a su padre recién fallecido y también busca los exóticos espacios abiertos del desierto del norte de África para nutrir su alma.
Androvski y Domini se conocen, se enamoran, son casados por el sacerdote local, después de lo cual los recién casados son llevados al desierto abrasador, un viaje que un adivino local ha pronosticado que les traerá felicidad y un mal fin. Domini desconoce el pasado de Androvski como monje.
Cuando una patrulla perdida de legionarios franceses encuentra su camino hacia el campamento, uno de ellos reconoce el licor que le sirven. Se revela la verdadera identidad de Boris. Pero no hasta que es rechazado por su esposa por romper sus votos finales a Dios de vivir como un monje, Boris decide regresar al monasterio, separándose de su esposa.

## Reparto
- Marlene Dietrich como Domini Enfilden
- Charles Boyer como Boris Androvski
- Basil Rathbone como Conde Ferdinand Anteoni
- C. Aubrey Smith como Padre J. Roubier
- Joseph Schildkraut como Batouch
- John Carradine como el adivino
- Alan Marshal como Capitán de Trevignac
- Lucile Watson como Madre superiora Josephine
- Henry Brandon como Hadj
- Tilly Losch como Irena
- Irene Franklin como turista norteamericana

## Premios y distinciones
Premios Óscar
| Año  | Categoría                    | Persona                                                  | Resultado |
| ---- | ---------------------------- | -------------------------------------------------------- | --------- |
| 1937 | Mejor orquestación           | Departamento musical del Selznick International Pictures | Nominado  |
| 1937 | Mejor asistente de dirección | Eric G. Stacey                                           | Nominado  |
| 1937 | Óscar honorífico             | -                                                        | Ganador   |

## Acogida del público y la crítica
La película tenía un presupuesto original de 1,6 millones de dólares, pero se estimó en 370.000 dólares, lo que terminó siendo aproximadamente el tamaño de la pérdida que registró la película.
Escribiendo para The Spectator en 1936, Graham Greene le dio a la película una crítica neutral, adoptando el resumen de New Statesman al por mayor como "sacerdotes raídos que cuentan pesetas con los dedos en cafés sucios antes de bendecir tanques". Greene elogió el surrealismo de la película como "realmente magnífico", y señaló que el diálogo tenía un tono claramente apocalíptico que coincidía estrechamente con la entrega de Dietrich de sus líneas.
Tras el éxito de la película en los cines brasileños, en Río de Janeiro el parque entre los barrios de playa de Leblon e Ipanema, es decir Jardim de Alah, recibió su nombre de la película.
La película es vista por Cyndi Lauper al comienzo de su videoclip de la canción "Time after Time".